# Рудник, Макар Прокопьевич
Макар Прокопьевич Рудник (1 мая 1923, Деражнянский район, Хмельницкая область — 27 октября 1993, Садовое, Хмельницкая область) — командир отделения разведки дивизиона 264-го минометного полка (4-й гвардейский танковый корпус, 60-я армия, 1-й Украинский фронт), младший сержант. кавалер ордена Славы трёх степеней.

## Биография
Родился 1 мая 1923 года в селе Згарок Деражнянского района Хмельницкой области Украины, в семье крестьянина. Украинец. Окончил 5 классов в 1936. В 1939 году уехал в город Запорожье. Работал электрослесарем на предприятии «Южэлектромонтаж», учился в индустриальном техникуме.
В августе 1941 года был призван в Красную Армию Ленинским райвоенкоматом города Запорожья. С этого времени в действующей армии. Воевал на Юго-Западном и Северо-Кавказском фронтах. Был трижды ранен, после последнего ранения в сентябре 1942 года был комиссован, но несмотря на это вернулся в строй.
С августа 1943 года воевал в составе 264-го минометного полка 4-го гвардейского танкового корпуса на Воронежском, затем на 1-м Украинском фронтах. В составе этой части прошел до Победы, был командиром отделения разведки.
9 января 1944 года в районе населенного пункта Липно во время вражеского артиллерийского налета загорелась машина с боеприпасами. Несмотря на опасность, младший сержант Рудник бросился к горящим ящикам, выхватил из них мины и ликвидировал пожар. Приказом по частям 4-го гвардейского танкового корпуса от 25 января 1944 года (№ 02 / н) младший сержант Рудник Макар Прокопьевич награждён орденом Славы 3-й степени..
27 марта 1944 года в районе города Тернополь с группой разведчиков отразил атаку на наблюдательный пункт дивизиона. 30 марта в месте разведчиком Мойсеевым захватил пленного, который дал ценные сведения. Награждён медалью «За отвагу».
.
16 июля 1944 года в боях возле села Озерная старший сержант Рудник, находясь на передовой, вел непрерывное наблюдение за противником. По его целеуказаниям было уничтожено 2 пулемета врага, что позволило пехоте значительно продвинуться вперед. 22 июля в городе Золочев, зайдя со своим отделением в тыл контратакующей пехоте противника, внезапным огнем из автомата внес панику в его ряды. Убил несколько гитлеровцев, 2 взял в плен. Был представлен к награждению орденом Славы 2-й степени..
До выхода приказа о награждении успел ещё раз отличиться. 6 августа 1944 года в бою в районе населенного пункта Белый Бор находясь на наблюдательном пункте в непосредственной близости от противника вел непрерывное наблюдение и обнаружил 4 пулеметные точки противника, которые были уничтожены огнем минометов. Награждён второй медалью «За отвагу». Был ранен, но вскоре вернулся в часть.
Приказом по войскам 60-й армии от 18 сентября 1944 года (№ 201 / н) старший сержант Рудник Макар Прокопьевич награждён орденом Славы 1-й степени.
18 апреля 1945 года при форсировании реки Шпрее в районе населенного пункта Шпревитц (26 км на юг от города Котбус, Германия) старший сержант Рудник во главе группы разведчиков первым переправился вплавь на противоположный берег. В бою за удержание плацдарма огнем из автомата и пушки уничтожил не менее 10 вражеских солдат. 29 апреля в пригороде города Нойдорф (Германия) по его целеуказаниям были подавлены 2 пулемета и 2 противотанковых орудия.
День Победы встретил в столице Чехословакии городе Прага.
Указом Президиума Верховного Совета СССР от 27 июня 1945 года старший сержант Рудник Макар Прокопьевич награждён орденом Славы 1-й степени. Стал полным кавалером ордена Славы.
В марте 1947 года старшина Рудник демобилизовался вернулся на родину. Был награждён орденом Отечественной войны 1 степени (06.04.1985).
Жил в селе Садовое Деражнянского района. Умер 27 октября 1993 года. Похоронен на кладбище пгт Волковинцы.